# Сандра Сиснерос
Сандра Сиснерос (енгл. Sandra Cisneros, Чикаго, Илиноис, 20. децембар 1954) је америчка списатељица. Најпознатија је по свом првом роману The House on Mango Street (Кућа у улици Манго) (1983), и каснијој збирци кратких прича, Woman Hollering Creek and Other Stories (Жена која вреба и друге приче) (1991). Њен рад експериментише са књижевним формама које истражују нове позиције субјекта, што сама Сиснерос приписује одрастању у контексту културне хибридности и економске неједнакости које су јој дале јединствене приче за испричати. Добитница је бројних награда, укључујући стипендију Националне задужбине за уметност, награђена је једном од 25 нових стипендија Форд фондације Уметност промене 2017. године и сматра се кључном фигуром у чикано књижевности.
Сиснеросин рани живот пружио је многа искуства која је касније црпила као списатељица: одрасла је као једина ћерка у породици од шесторице браће, због чега се често осећала изоловано, а стална миграција њене породице између Мексика и Сједињених Држава усадио јој је мисао да се „увек граниче са две земље;... али не припада ниједној култури.“ Сиснеросин рад се бави формирањем Чикано идентитета, истражујући изазове ухваћености између мексичке и англо-америчке културе, суочавање са мизогинистичким ставовима присутним у обе ове културе, и доживљавању сиромаштва. Због своје проницљиве друштвене критике и снажног прозног стила, Сиснерос је постигла признање далеко изван заједница Чикано и Латиноамериканаца, до те мере да је Кућа у улици Манго преведена широм света и предаје се у америчким учионицама као роман за одрастање.
Сиснерос је била на различитим професионалним позицијама, радећи као наставник, саветник, регрутатор на факултетима, песник у школама и администратор уметности, и задржала је снажну посвећеност заједници и књижевним циљевима. Године 1998. основала је Macondo Writers Workshop, која пружа друштвено свесне радионице за писце, а 2000. основала је фондацију Alfredo Cisneros Del Moral, која награђује талентоване писце повезане са Тексасом. Сиснерос тренутно живи у Мексику.

## Рани живот и образовање
Сиснерос је рођена у Чикагу, Илиноис, 21. децембра 1954. године, у породици мексичког порекла, трећа од седморо деце. Једина преживела ћерка, себе је сматрала "непарним бројем у групи мушкараца". Сиснеросив прадеда је свирао клавир за мексичког председника и био је из богате породице, али је прокоцкао богатство које је наследио.  Њен деда по оцу Енрике је био ветеран Мексичке револуције и искористио је новац који је уштедео да њеном оцу, Алфреду Сиснеросу де Моралу, пружи прилику да оде на колеџ. Међутим, након што је пао на испиту, због, како је Сиснерос назвала „незаинтересованости“ за студирање, Алфредо је побегао у Сједињене Државе како би избегао очеву љутњу. Док је лутао јужним Сједињеним Државама са својим братом, Алфредо је посетио Чикаго где је упознао Елвиру Кордеро Ангвијано. Након венчања, пар се настанио у једном од најсиромашнијих квартова Чикага. Сиснеросин биограф Робин Ганц пише да она признаје да породично име њене мајке потиче из веома скромног порекла, да вуче корене из Гванахуата у Мексику, док је име њеног оца било много више „за дивљење“.
Запосливши се као тапетар да би издржавао своју породицу, Сиснеросин отац је започео „компулзивну кружну миграцију између Чикага и Мексико Ситија која је постала доминантни образац Сиснеросиног детињства“. Њихова породица се стално селила између две земље, што је захтевало да пронађу нова места за живот, као и школе за децу. На крају је нестабилност довела до тога да се шесторица Сиснеросине браће упаре по двоје, остављајући њу да дефинише себе као изоловану. Њено осећање искључености из породице погоршао је њен отац, који је говорио о свом „seis hijos y una hija“ („шест синова и једна ћерка“), а не о свом „siete hijos“ („седморо деце“). Ганц напомиње да је Сиснеросина усамљеност у детињству била кључна у обликовању њене касније страсти за писањем. Сиснеросин снажан женски утицај била је њена мајка, Елвира, која је била прождрљива читачица и просветљенија и друштвено свеснија од свог оца. Према Ганцу, иако је Елвира била превише зависна од свог мужа и превише ограничена у својим могућностима да испуни сопствени потенцијал, она је осигурала да њена ћерка не пати од истих недостатака као она.
Сиснерос је 1976. године добила диплому дипломираних уметности на Универзитету Лојола у Чикагу, а 1978. је стекла звање магистра ликовних уметности на Радионици писаца у Ајови на Универзитету у Ајови. У Лојоли је имала аферу са професором којег назива „тајним животом [од] док сам била млађа до Ајове који ме је мучио и о којем сам писала у својој поезији. Она описује насилну везу као „веома штетну за мене“ и „зашто се моје писање увек бави сексуалношћу и злом“.
Док је похађала Радионицу, Сиснерос је открила како јој посебан друштвени положај који је заузимала даје писању јединствен потенцијал, присећајући се „Није било као да нисам знала ко сам. Знала сам да сам Мексиканка. Али нисам мислила да то има икакве везе са разлогом зашто сам осећала толику неравнотежу у свом животу, док је то имало све везе са тим! Моја раса, мој пол и моја класа! И није имало смисла до тог тренутка, седећи у тог семинара. Тада сам одлучила да пишем о нечему о чему моји другови не могу да пишу."  Она се прилагодила америчким књижевним канонима и усвојила стил писања који је намерно био супротан стилу њених другова из разреда, схватајући да је њено сопствено културно окружење, уместо да се стиди, извор инспирације. Од тада ће писати о својим „комшијама, људима [коју] је видела, сиромаштву кроз које су жене прошле“.

Сиснерос каже о овом тренутку:
Тако је за мене почело тамо, и тада сам намерно почела да пишем о свим стварима у мојој култури које су се разликовале од њих – песмама које су ови градски гласови – први део Wicked Wicked ways – и причама у House on Mango Street. Мислим да је иронично да сам у тренутку када сам практично напуштала институцију учења почела да схватам на који начин су ме институције изневериле.
Ослањајући се на мексичку и југозападну популарну културу и разговоре на градским улицама, Сиснерос је писала како би пренела животе људи са којима се идентификовала. Књижевни критичар Жаклин Дојл описала је Сиснеросину страст да чује личне приче које људи причају и њену посвећеност изражавању гласова маргинализованих људи кроз свој рад, као што су „хиљаде тихих жена“ чије су борбе приказане у Кући у улици Манго.
Пет година након што је добила МФА, вратила се на Универзитет Лојола у Чикагу, где је претходно дипломирала енглески језик, да ради као административни асистент. Пре овог посла радила је у Pilsen и Little Village, претежно мексичким насељима, у Чикагу, и предавала онима који су напустили средњу школу у Латино омладинској средњој школи.

## Каснији живот и каријера

### Подучавање
Поред тога што је била писац и песник, Сиснерос је објављивала различите академске и наставне функције. Године 1978, након што је завршила диплому МФА, предавала је бившим ученицима који су напустили средњу школу у Латино омладинској средњој школи у Чикагу. Публикација The House on Mango Street 1984. године обезбедила јој је низ радних места за писце на универзитетима у Сједињеним Државама, предавајући креативно писање на институцијама као што су Универзитет у Калифорнији, Беркли и Универзитет у Мичигену. Касније је била резиденцијални писац на Универзитету Госпе од језера у Сан Антонију, Тексас. Сиснерос је такође радила као регрутер на колеџу и администратор уметности.

### Породица
Сиснерос тренутно живи у Сан Мигел де Аљендеу, граду у централном Мексику, али годинама је живела и писала у Сан Антонију у Тексасу, у својој кратко контроверзној  „мексичко-ружичастој” кући са „многим створењима малих и великих”. Када је 1990. Пилар Е. Родригез Аранда питала Сиснерос у интервјуу за Americas Review зашто се никада није удала или основала породицу, Сиснерос је одговорила: Никада нисам видела брак који је тако срећан као што када живиш сам. Моје писање је моје дете и не желим да било шта стане између нас.  На другом месту је елаборирала да ужива да живи сама јер јој то даје времена за размишљање и писање.

### Процес писања
Сиснеросино писање често је под утицајем њених личних искустава и запажања многих људи у њеној заједници. Једном се поверила другим писцима на конференцији у Санта Феу да записује „исечке дијалога или монолога — записе разговора које чује где год да оде“. Ови исечци се затим мешају и упарују да би се створиле њене приче. Имена за њене ликове често потичу из телефонског именика Сан Антонија; "прелистава листе за презиме, а затим понавља процес за име."  Мешањем и спајањем она је уверена да не присваја ничије право име или праву причу, али су у исто време њене верзије ликова и прича уверљиве.
Сиснерос се једном нашла толико уроњена у ликове своје књиге Woman Hollering Creek да су почели да се инфилтрирају у њену подсвест. Једном док је писала причу "Eyes of Zapata" („Очи Запате“), пробудила се „усред ноћи, на тренутак убеђена да је она Инес, млада невеста мексичког револуционара. Њен разговор из снова са Запатом тада је постао лик дијалога у њеној причи“.
Њена бикултуралност и двојезичност су такође веома важни аспекти њеног писања. Сиснерос је цитирао Робин Ганц како је рекла да је захвална што има „двоструко више речи које може изабрати између... два начина гледања на свет“, а Ганц је њен „широки спектар искуства“ назвала „двоструко- оштри мач“.  Сиснеросина способност да говори два језика и да пише о своје две културе даје јој јединствену позицију одакле је у стању да исприча не само своју причу, већ и приче оних око себе.

### Наслеђе заједнице
Сиснерос је била кључна у изградњи снажне заједнице у Сан Антонију међу другим уметницима и писцима кроз свој рад са Фондацијом Макондо и Фондацијом Алфредо Сиснерос дел Морал. Фондација Макондо, која је добила име по граду у књизи Сто година самоће Габријела Гарсије Маркеса, „ради са посвећеним и саосећајним писцима који свој рад и таленте виде као део већег задатка изградње заједнице и ненасилног друштвена промена." Званично основана 2006. године, фондација је почела 1998. године као мала радионица која се одвијала у Сиснеросиној кухињи. Радионица писаца Макондо, која је од тада постала годишњи догађај, окупља писце „који раде на географским, културним, економским, друштвеним и духовним границама“ и порасла је са 15 учесника на преко 120 учесника у првих 9 година.  Тренутно ради на Универзитету Госпе од Језера у Сан Антонију, Фондација Макондо додељује награде као што је Gloria E. Anzaldúa Milagro Award у част сећања на Глорију Е. Анзалдуу, колегу писца из Чикане која је умрла 2004. године, пружајући чикано писцима подршку када им је потребно неко време да излече своје „тело, срце или дух“  и награду Елвира Кордеро Сиснерос која је створена у знак сећања на мајку Сандре Сиснерос. Макондо нуди услуге писцима чланицама као што су здравствено осигурање и могућност учешћа у Casa Azul Residency Програму. Резиденцијални програм пружа писцима намештену собу и канцеларију у Casa Azul, плавој кући преко пута улице у којој живи Сиснерос у Сан Антонију, која је уједно и седиште Макондо фондације. У креирању овог програма, Сиснерос је „замислила Плаву кућу као простор где би се члан фондације могао повући од ометања свакодневног живота и имати сопствену собу за процес емоционалне, интелектуалне и духовне интроспекције.
Сиснерос је основала Фондацију Алфредо Сиснерос дел Морал 1999. године. Названа у знак сећања на њеног оца, фондација је „доделила преко 75.500 долара писцима рођеним у Тексасу, који пишу о Тексасу или живе у Тексасу од 2007. године“. Његова намера је да ода сећање на Сиснеросиног оца тако што ће приказати писце који су поносни на свој занат као што је Алфредо био на свој тапетарски занат.
Сиснерос је заједно са Брајсом Милиганом основала Годишњи сајам малих књига у Тексасу, претечу Међуамеричког сајма књига.

### Чикано књижевни покрет
Књижевна критичарка Клаудија Садовски-Смит назвала је Сиснерос „можда најпознатијим писцем из Чикане“, а Сиснерос је призната као пионир у свом књижевном пољу као прва жена мексичко-амерички писац чија су дела објављена од стране мејнстрим издавача. Године 1989. Кућа у улици Манго, коју је првобитно објавила мала хиспаноиздавачка компанија Vintage Press; а 1991. године Woman Hollering Creek је објавио Random House. Као што Ганц примећује, раније су само мушки чикано аутори успешно правили прелаз од мањих издавача. То што је Сиснерос привукла довољно пажње да би га преузео Vintage Press говорило је много о могућности да чикано књижевност постане шире призната. Сиснерос је говорила о свом успеху и шта је то значило за књижевност Чикане у интервјуу на Националном јавном радију 19. септембра 1991:
Мислим да не могу да будем срећна ако сам ја једини кога објављује  Random House када знам да постоје тако величанствени писци – и Латиноамериканци и Латиноамериканци, и Чикани и Чикани – у САД чије књиге не објављују мејнстрим штампе или којих мејнстрим није ни свестан. И, знате, ако мој успех значи да ће друге штампарије поново погледати ове писце...и објавити их у већем броју, онда ће наш брод доћи.
Као пионирски писац Чикане, Сиснерос је испунила празнину тако што је у први план ставила жанр који је раније био на маргинама мејнстрим књижевности. Својим првим романом, Кућа у улици Манго, удаљила се од поетског стила који је био уобичајен у књижевности Чикане у то време и почела да дефинише „изразити чикански књижевни простор”, изазивајући познате књижевне форме и бавећи се темама као што је неједнакост полова и маргинализација културних мањина. Према књижевном критичару Алвини Е Кинтани, Кућа у улици Манго је књига која је изашла изван чиканских и латино књижевних заједница и сада је читају људи свих националности. Кинтана наводи да је Сиснеросино писање доступно и англо-и мексичким Американцима јер је ослобођено љутње или оптужби, представљајући питања (као што су идентитет Чикане и родне неједнакости) на приступачан начин. Сиснеросино писање је било утицајно на обликовање и Чикане и феминистичке литературе. Кинтана своју фикцију види као облик друштвеног коментара, доприносећи књижевној традицији која личи на рад савремених културних антрополога у покушају да аутентично представи културно искуство групе људи, и признаје Сиснеросин допринос феминистичкој естетици Чикане доводећи жене у центар као оснажене протагонисткиње у великом делу њеног рада.

## Стил писања

### Двојезичност
Сиснерос често укључује шпански у своје енглеско писање, користећи шпански уместо енглеског где осећа да шпански боље преноси значење или побољшава ритам одломка. Међутим, где је то могуће, она конструише реченице тако да говорници који не говоре шпански могу закључити значење шпанских речи из њиховог контекста.  У Woman Hollering Creek and Other Stories Сиснерос пише: "La Gritona. Тако смешно име за тако дивну arroyo. Али тако су звали поток који је текао иза куће." Чак и ако читалац који говори енглески у почетку не зна да arroyo значи поток, Сиснерос га убрзо преводи на начин који не прекида ток текста. Она ужива у манипулисању два језика, стварајући нове изразе на енглеском дословно преводећи шпанске фразе. У истој књизи Сиснерос пише: „И при следећем пуном месецу, осветлио сам, Tía Chucha је подигао нашег згодног, снажног дечака.  Претходне реченице обавештавају читаоца да се беба рађа, али ће само онај који говори шпански приметити да је „дао сам светлост” дослован превод шпанског „dí a luz” што значи „родио сам”. Сиснерос се придружује другим латиноамеричким писцима из САД као што су Глорија Анзалдуа, Пири Томас, Ђанина Браски, Густаво Перез Фирмат и Жуно Дијаз, који стварају разигране лингвистичке хибриде шпанског и енглеског. За Сиснерос, дешава се нешто заиста ново, додаје се нови зачин енглеском језику. Шпански језик увек има улогу у Сиснеросином делу, чак и када пише на енглеском. Како је открила, након што је написала Кућу у улици Манго првенствено на енглеском, „синтакса, сензибилитет, деминутиви, начин гледања на неживе предмете“ били су карактеристични за шпански. За Сиснерос, шпански у њен рад уноси не само живописне изразе, већ и карактеристичан ритам и став.

### Наративни начини, дикција и привидна једноставност
Сиснеросине ратке приче — којима она доводи у питање и друштвене конвенције, својим „слављеничким разбијањем сексуалних табуа и прекорачењем ограничења која ограничавају животе и искуства Чикана“, и књижевним, са својим „смелим експериментисањем са књижевним гласом и развојем хибридне форме која утка поезију у прозу”.  Објављена 1991. године, Woman Hollering Creek and Other Stories је збирка од двадесет две кратке приче које чине колаж наративних техника, од којих свака служи да ангажује и утиче на читаоца на другачији начин. Сиснерос се мења између наративних модуса у првом лицу, трећем лицу и тока свести, и креће се од кратких импресионистичких вињета до дужих прича вођених догађајима, и од веома поетског језика до брутално отвореног реалистичког језика. Неким причама недостаје наратор који би посредовао између ликова и читаоца; уместо тога састављени су од текстуалних фрагмената или разговора које је „пречуо“ читалац. На пример, „Little Miracles, Kept Promises” („Мала чуда, испуњена обећања”) састављена је од измишљених белешки у којима се траже благослови светаца заштитника, а "The Marlboro Man" ("Човек Марлборо") транскрибује оговарајући телефонски разговор између два женска лика.
Сиснеросина дела могу изгледати једноставно на прво читање, али ово је варљиво. Она позива читаоца да се одмакне од текста тако што ће препознати веће друштвене процесе у микрокосмосу свакодневног живота: телефонски разговор у "The Marlboro Man" ("Човек Марлборо") није само беспослени трач, већ текст који читаоцу омогућава да копа по психи ликова и анализира њихове културне утицаје.  Књижевни критичари су приметили како се Сиснерос бави сложеним теоријским и друштвеним питањима кроз возило наизглед једноставних ликова и ситуација. На пример, Рамон Салдивар примећује да Кућа у улици Манго „из једноставности визије из детињства представља енормно сложен процес конструкције родно обележеног субјекта“. У истом тону, Фелисија Џ. Круз описује како ће сваки појединац другачије комуницирати са Woman Hollering Creek and Other Stories, изазивајући тако различите одговоре читалаца као што су „реч је о одрастању“, „реч је о одрастању Чикане“, до „то је критика патријархалних структура и искључујућих пракси“. Сиснеросино писање је богато не само због своје симболике и слика, које критичарка Дебора Л. Медсен сматра „технички и естетски довршеним“, већ и због свог друштвеног коментара и моћи да „изазове веома личне одговоре“. ово јој је помогло да постигне начин на који је предавала.

## Књижевне теме

### Место
Када Сиснерос описује тежње и борбе Чикана, често се појављује тема места. Место се односи не само на географску локацију њених романа, већ и на позиције које њени ликови заузимају у свом друштвеном контексту. Чикане често заузимају места у којима доминирају Англо и мушкарци, где су подложни разним опресивним понашањима и понашањима са предрасудама; једно од ових места које је од посебног интереса за Сиснерос је дом.  Како су описали књижевни критичари Дебора Л. Мадсен и Рамон Салдивар, дом може бити репресивно место за Чикане где су потчињени вољи мушких глава породице, или у случају њиховог сопственог дома, то може бити оснажујуће место где могу да делују аутономно и да се креативно изражавају. У Кући у улици Манго млада протагонисткиња, Есперанза, чезне за својом кућом: „Не стан. Не стан иза. Не мушку кућу. Јастук, моје лепе љубичасте петуније. Моје књиге и моје приче. Моје две ципеле чекају поред кревета. Нема коме да се тресе штапом. Ничије смеће да покупи после." Амбициозни писац, Есперанза жуди за „простором у који ћу отићи, чистим као папир пре песме“. Она се осећа незадовољно и заробљена у својој породичној кући, и сведочи да су друге жене у истом положају. Према Салдивару, Сиснерос преко овог лика саопштава да је жени потребно сопствено место да би остварила свој пуни потенцијал — дом који није место патријархалног насиља, већ уместо тога „место поетског самостварања“. Један од извора сукоба и туге за Сиснеросине ликове Чикане је то што им друштво у којем доминирају мушкарци у коме живе ускраћује ово место. Критичари попут Jacqueline Doyle и Felicia J. Cruz упоредили су ову тему у Сиснеросином раду са једним од кључних концепата у познатом есеју Вирџиније Вулф Сопствена соба, да „жена мора имати новац и своју собу ако жели да пише фикцију“, или другачије речено, „економска сигурност“ и лична слобода су неопходне за „уметничку продукцију“.
Сиснерос истражује питање места у односу не само на род, већ и на класу. Као што је Салдивар приметио, „Поред личних захтева за простором за родну жену, Есперанза препознаје и колективне захтеве сиромашних запослених и бескућника. Он се позива на Есперанзину одлучност да не заборави своје корене из радничке класе када добије кућу из снова и да отвори своја врата онима који су мање срећни. Есперанза каже: „Питаће скитнице у пролазу, могу ли да уђем? Понудићу им таван, замолити их да остану, јер знам како је без куће.“  Према Салдивару, ова Есперанзина изјава алудира на „неопходност пристојног животног простора“ који је фундаменталан за све људе, упркос различитим угњетавањима са којима се суочавају.

### Изградња женствености и женске сексуалности
Како је Мадсен описао, Сиснеросин „напор да преговара о међукултурном идентитету је компликован потребом да се оспори дубоко укорењене патријархалне вредности и мексичке и америчке културе“. На животе свих Сиснеросиних женских ликова утиче како су женственост и женска сексуалност дефинисани у оквиру овог патријархалног система вредности и они морају да се боре да прераде ове дефиниције. Као што је Сиснерос рекла: „Увек постоји балансирање, морамо да дефинишемо шта мислимо да је добро за нас, уместо онога што наша култура каже“.
Сиснерос показује како Чикана, као и жене многих других етничких група, интернализују ове норме почевши од раног узраста, кроз неформално образовање чланова породице и популарну културу. У Кући у улици Манго, на пример, група девојака спекулише о томе какву функцију имају женски кукови: „Добри су за држање бебе када кувате, Рејчел каже... Потребни су вам за плес, каже Луси... Мораш да знаш да ходаш са куковима, вежбај знаш." Традиционалне женске улоге, као што су одгајање деце, кување и привлачење мушке пажње, Сиснеросини ликови схватају да су њихова биолошка судбина. Међутим, када дођу у адолесценцију и женственост, морају да помире своја очекивања о љубави и сексу са сопственим искуствима разочарања, збуњености и тескобе. Есперанза описује своју „сексуалну иницијацију“ — напад групе англо-америчких дечака док је чекала своју пријатељицу Сели на сајмишту. После овога се осећа погођено и немоћно, али пре свега издано; не само од Сели, која није била ту за њу, већ и од „свих жена које су икада успеле да противрече романтичној митологији љубави и секса“. Сиснерос илуструје како је ова романтична митологија, подстакнута популарном културом, често у супротности са стварношћу у Woman Hollering Creek and Other Stories, где су вишеструке референце на романтичне теленовеле које опсесивно гледају женски ликови у супротности са злостављањем и сиромаштвом са којима се сами суочавају и живе.
Када се Сиснерос позабави темом женске сексуалности, она често приказује негативне сценарије у којима мушкарци врше контролу над женама кроз контролу над њиховом сексуалношћу и истражује јаз који она опажа између стварних сексуалних искустава жена и њихове идеализоване репрезентације у популарној култури. Међутим, Сиснерос такође описује женску сексуалност на изузетно позитиван начин, посебно у својој поезији. То је тачно, на пример, за њен том поезије из 1987. My Wicked, Wicked Ways. Према Мадсену, Сиснерос себе назива „злом“ јер је „поновно присвојила, преузела контролу над сопственом сексуалношћу и њеном артикулацијом – моћ забрањена женама под патријархатом“ Кроз ове песме она има за циљ да представи „стварност женске сексуалности” тако да ће читаоци препознати „ефекте поделе” стереотипа којима се од њих очекује да се повинују, и „открију потенцијал радости у свом телу који им је ускраћен.„
Сиснерос разбија границу између онога што је друштвено прихватљив начин за жене да се понашају и говоре и онога што није, користећи језик и слике које имају „буран хумор“ и „екстровертну енергију“ и чак су понекад „намерно шокантне“.  Не цене сви читаоци овај "шокантни" квалитет неких Сиснеросових дела. Читаоци и читаоци критиковали су Сиснерос због начина на који слави своју сексуалност, као што је сугестивна фотографија на којој се налази на насловници My Wicked, Wicked Ways (3rd Woman Press, 1987). Сиснерос каже за ову фотографију: „На насловној страни жена присваја сопствену сексуалност. На неки начин, то је и опако: сцена прелази ту границу говорећи 'Пркосим ти. Испричаћу своју причу.'“ Неки читаоци „нису успели да схвате трансгресивно значење геста“, мислећи да је била само развратна због шокантне вредности, и довели су у питање њен легитимитет као феминисткиње. Сиснеросин је првобитни одговор на ово био ужаснут, али онда је рекла да размишља: "Чекај мало, где ти је смисао за хумор? И зашто феминисткиња не може бити секси?"

### Изградња идентитета Чикана
Изазови са којима се суочавају Сиснеросини ликови због њиховог пола не могу се разумети изоловано од њихове културе, јер норме које диктирају како жене и мушкарци треба да мисле и понашају су културно одређене и стога различите за различите културне групе. Кроз своја дела, Сиснерос преноси искуства Чикана који се суочава са „дубоко укорењеним патријархалним вредностима” мексичке културе кроз интеракције не само са мексичким очевима, већ и са широм заједницом која врши притисак на њих да се прилагоде уској дефиницији женскости и поданичког положаја мушкарцима.
Тема која се понавља у Сиснеросином делу је тријада фигура које је списатељица и теоретичарка Глорија Анзалдуа назвала „Наше мајке“: Девица од Гвадалупе, Малинче и Ла Лорона. Ове симболичне фигуре су од великог значаја за политику идентитета и популарну културу у Мексику и југозападу Сједињених Држава и коришћене су, тврди теоретичарка Норма Аларкон, као референтне тачке „за контролу, тумачење или визуелизацију жена“ у мексичко-америчкој култури.
Многи теоретичари, укључујући Жаклин Дојл, Џин Вајат, Ему Перез и Корделију Канделарију, тврде да је родни идентитет мексичких и чиканских жена сложено конструисан у односу на ове три фигуре. Девица од Гвадалупе, католичка икона манифестације Девице Марије у Америци, поштована је у Мексику као „негујућа и надахњујућа мајка и девојка“. Малинче, аутохтона љубавница и посредница конквистадора Ернана Кортеса, према Вајату је „постала представница женске сексуалности истовремено пасивне, „силове” и увек већ крива за издају. Сиснерос описује проблематичну дихотомију девице и курве коју представљају ове две фигуре: „Одгојени смо у мексичкој култури која има два узора: Малинче и Девица од Гвадалупе. И знате да је то тежак пут, једно или друго, нема између." Мадсен је приметио да су ови „добри“ и „лоши“ архетипови додатно компликовани перцепцијом, коју имају многе феминисткиње из Чикане, да би оне биле криве за издају свог народа, попут Малниче, ако покушају да дефинишу своју женственост у више „англо” терминима. Кроз свој рад, Сиснерос критикује притиске са којима се Чикани суочавају да потисну своју сексуалност или да је каналишу у друштвено прихватљиве форме како не би били означени као „малинчисти... корумпирани утицајима гринга који прете да распарчају [њихов] народ“.
Трећа фигура, Ла Лорона, која потиче из вековима старе мексичке/југозападне народне приче, је „поносна млада девојка [која] се удаје изнад свог положаја и толико је разбеснела када њен муж узме љубавницу из своје класе да она удави њихову деца у реци“. Она умире ожалошћена на ивици реке након што није успела да врати своју децу и тврди се да се може чути како вапи за њима у шуму ветра и воде.  Ови ентитети, од нежне и чисте Девице од Гвадалупе, преко насилне и издајничке Малинче, до вечно ожалошћене Ла Лороне, стварају „фрагментарни субјективитет“ који често доживљавају Сиснерос, и њихову потребу да се помире са њима, поново преговарају их под сопственим условима или их у потпуности одбацити.
Три "мајке" најјасније се појављују у Woman Hollering Creek and Other Stories. У причама "Never Marry a Mexican" ("Никад се не удај за Мексиканца") и  "Woman Hollering Creek" ("Жена која викне крик"), протагонисткиње се боре са овим „мексичким иконама сексуалности и мајчинства које им, интернализоване, намећу ограничену, па чак и негативну дефиницију њиховог женског идентитета„. Протагонисткиња "Никад се не удај за Мексиканку" прогони је мит о Малинче, која се сматра курвом и издајником, и пркоси Малинчеовој пасивној сексуалности својом агресивном У "Woman Hollering Creek" протагонисткиња поново осмишљава мит Ла Лорона када одлучи да преузме одговорност за своју будућност и будућност своје деце, и открива да је grito (узвик) мита, што је шпанска реч за звук који ствара Ла Лорона, може се тумачити као „радосно викање“ пре него као тугујући јаук. То је граница, та симболичка средина између две културе, која „нуди простор где је барем могућ такав преговор са фиксним родним идеалима“.

### Погранична земља
Иако то Сиснерос не лоцира експлицитно своје приче и романе на Мексико-САД, граница, Садовски-Смит идентификује концепт као можда Сиснересину најистакнутију тему због сталних прелазака границе, и стварних и метафоричких, ликова у свим њеним делима. Кућа у улици Манго се дешава у Чикагу где наратор живи и у Мексико Ситију где посећује ширу породицу. Caramelo (Карамела) се првенствено дешава у тим окружењима, али део књиге описује нараторова искуства као тинејџера у Сан Антонију, Тексас. Разни ликови у Woman Hollering Creek and Other Stories такође путују у Мексико да би се поново ујединили са члановима породице. Међутим, књижевне критичарке Хесус Бенито и Ана Марија Манзанас кажу: „слика границе је постала потпуно значајна не само када је посматрамо као физичку линију, већ и када је децентрирамо и ослободимо појма простора да обухвати појмове о полу, класи, етничкој припадности, идентитету и заједници“. Сиснерос често одваја границу од њеног строго географског значења, користећи је метафорички да истражи како је идентитет Чикане спој мексичке и англоамеричке културе. Граница представља свакодневна искуства људи који нису ни са једног ни са другог места; понекад је граница флуидна и две културе могу хармонично коегзистирати унутар једне особе, али понекад је крута и између њих постоји акутна напетост. Књижевна критичарка Кетрин Пејант анализирала је граничну метафору у књизи Woman Hollering Creek and Other Stories, која се манифестује у референцама на мексичке корене ликова Чикана/о и (и)миграцију између две земље, понављање преклапања претколумбовских, местичким и митови југозападног Чикана, и приказ Чикана/ос-ас као „комплетних две или три културе“. Пејант користи концепт живота Глорије Анзалдуе о животу „на пограничном подручју“ да опише искуство Сиснеросових ликова Чикане који, поред своје борбе да превазиђу патријархалне конструкте свог рода и сексуалног идентитета, морају да преговарају о језичким и културним границама.

## Лични живот
Сиснерос практикује будизам и квир је, што је тема на коју алудира у свом опусу.

## Награде
На свечаности у септембру 2016. додељена јој је Национална медаља за уметност 2015.  ПЕН Америка јој је 2019. доделио награду ПЕН/Набоков за достигнућа у међународној књижевности. Године 2023, Дејтонска фондација за књижевни мир прогласила ју је за годишњег добитника награде за истакнута достигнућа амбасадора Ричарда Холбрука.
Сандра Сиснерос је добила стипендије од Националне задужбине за уметност 1981. и 1988. а 1985. године јој је додељена Америчка награда за књигу Фондације Пре Колумба за 'Ќућу у улици Манго. Након тога, добила је стипендију за уметнике Франка Добија и заузела прво и друго место на Segundo Concurso Nacional del Cuento Chicano, спонзорисаном од стране Универзитета Аризона.
Осим тога, добила је награду Клуба нових гласова за квалитетне књиге,  награду за књигу Анисфиелд-Волф, награду ПЕН центра Вест за најбољу белетристику, и књижевну награду Ланан фондације за Woman Hollering Creek and Other Stories. Ову књигу су изабрали као вредну пажње и The New York Times и The American Library Journal, а антологија еротске поезије Loose Woman освојила је Mountain & Plains Booksellers' Award.
Сиснерос је добила признање од Државног универзитета Њујорка, примивши почасни докторат од Purchase 1993. и Макартурову стипендију 1995. Године 2003. Caramelo (Карамела) је високо цењено од стране неколико часописа, укључујући The New York Times, Los Angeles Times, San Francisco Chronicle, Chicago Tribune, и The Seattle Times, што је довело до њене награде Премио Наполи 2005;  роман је такође био у ужем избору за Даблинску међународну награду ИМПАЦ  и био је номинован за женску награду за белетристику у Енглеској. Године 2003. Сиснерос је постала део друге групе прималаца Тексашке медаље уметности новоформираног Тексашког културног фонда.    Године 2016. Универзитет Северне Каролине у Чепел Хилу доделио је Сиснеросовој почасног доктора књижевности. Била је награђена Фулер наградом Чикашке књижевне куће славних 2021. 
Архиви и посебне збирке на Amherst College чувају неке од њених радова.

### Романи
- Bad boys, Mango Publications, Сан-Хосе, 1980.
- The House on Mango Street (Кућа у улици Манго), Arte Público, Houston, 1983; Vintage, Њујорк, 1989.

Caramelo Карамела, Knopf, Њујорк, 2002.
- Have you seen Marie?, Alfred A. Knopf, Њујорк, 2012.
- Martita, I Remember You/Martita, te recuerdo: A Story in English and Spanish (Мартита, сећам те се: Прича на енглеском и шпанском), Vintage, 2021.

### Приповетке
- Woman Hollering Creek and Other Stories, Random House, Њујорк, 1991.

### Поезија
- The Rodrigo Poems (Песме Родрига) 1985.
- My Wicked, Wicked Ways, Third Woman Press, Блумингтон, 1987.
- Loose Woman: Poems  (Опуштена жена), Knopf, Њујорк, 1994.

### Дечје књиге
- Hair/Pelitos, Knopf, Њујорк, 1994.
- Puro Amor, Sarabande, 2018.

### Антологије
- Vintage Cisneros, антологија њених радова у издању Vintage, Њујорк, 2004.

### Мемоари
- A House of My Own: Stories from My Life, Knopf, Њујорк, 2015.

### Библиографски извори
- Дела и издања: Sandra Cisneros

### Поезија
Збирке
- Cisneros, Sandra (2022). Woman without shame.

Списак песама
| Наслов | Година | Први пут објављено | Поново штампано/сакупљено |
| --- | ------ | --- | ------------------------- |
| Still-life with potatoes, pearls, raw meat, rhinestones, lard, and horse hooves (Мртва природа са кромпиром, бисерима, сировим месом, каменчићима, масти и коњским копитима) | 2020.  | Cisneros, Sandra (7. 9. 2020). „Still-life with potatoes, pearls, raw meat, rhinestones, lard, and horse hooves”. The New Yorker. 96 (26): 44—45. |                           |

### Прилози
- Days and Nights of Love and War (2000). Аутор Eduardo Galeano. Прилог Сандре Сиснерос.
- Family Pictures/Cuadros de Familia (2005). Аутор: Carmen Lomas Garza. Увод Сандра Сиснерос
- Emergency Tacos: Seven Poets Con PicanteХитни такоси: Седам песника Цон Пицанте (2007). Аутори: Carlos Cumpian, Сандра Сиснерос, Carlos Cortez, Beatriz Badikian, Cynthia Gallaher, Margarita Lopez-Castro, Raul Nino.
- Things We Do Not Talk About: Exploring Latino/a Literature through Essays and Interviews (Ствари о којима не говоримо: Истраживање латино/а књижевности кроз есеје и интервјуе) (2014). Аутор Daniel Olivas. Интервју Сандре Сиснерос представљен у књизи.

### Есеји и извештавање
- Cisneros, Sandra (јесен 2009). „An ofrenda for my mother”. Granta (108): 219—224. Архивирано из оригинала 2012-09-27. г.